# Antjie Krog
Antjie Krog, född 23 oktober 1952 i Kroonstad, Oranjefristaten, är en sydafrikansk poet, författare, översättare och professor vid University of the Western Cape.
Krog skriver på engelska såväl som afrikaans. Hon har gett ut diktsamlingar för både vuxna och barn, en kortroman, en teaterpjäs och flera faktaböcker. Hon ombads även översätta Nelson Mandelas självbiografi Long Walk to Freedom till afrikaans. På svenska finns novellen Tre [kärleks]historier inom hakparentes i antologin Kärlek x 21 – Afrikanska noveller (2010).